# Самоіндукована прозорість
Самоіндукована прозорість (СІП; англ. self-induced transparency) — явище проходження когерентного (лазерного) імпульсу випромінювання через резонансне середовище без поглинання.

## Історія відкриття
СІП передбачили 1965 року С. Мак-Колл та Е. Хан і вперше спостерігали вони ж через два роки під час досліджень проходження ультракоротких імпульсів (УКІ) в рубіновому стрижні за 40 К. Коли потужність імпульсу перевищувала критичне значення, втрати енергії при поширенні зменшувалися в 105 разів.
СІП у напівпровідниках передбачено у ФІАН СРСР у роботах Ю. М. Попова, І. А. Полуектова та В. С. Ройтберга.

## Механізм явища
Виникає, коли через резонансне середовище проходить імпульс когерентного (лазерного) електромагнітного випромінювання, тривалість якого набагато менша від часів релаксації {\displaystyle \tau _{p}\ll T_{1},T_{2}}, де {\displaystyle T_{1}} — час життя збудженого стану атома середовища (час поздовжньої релаксації), {\displaystyle T_{2}} — час релаксації поляризації (час поперечної релаксації, або час дефазування), який характеризує швидкість загасання дипольного моменту системи. Як правило, {\displaystyle T_{2}\ll T_{1}}. Якщо напруженість поля випромінювання досить велика, ансамбль резонансних атомів переходить у когерентний збуджений стан під впливом першої половини імпульсу (на фронті імпульсу), і когерентно релаксує в основний стан під впливом другої половини імпульсу (на спаді імпульсу). Отже, випромінювання не поглинається.
Математичний опис явища самоіндукованої прозорості ґрунтується на розв'язанні самоузгодженої системи рівнянь Максвелла — Блоха: хвильове рівняння Максвелла відповідає за поширення імпульсу світла в резонансному дворівневому середовищі, динаміку якого визначають оптичні рівняння. Використовуючи наближення обертової хвилі та амплітуд, що повільно змінюються, Мак-Колл і Хан отримали аналітичний вираз для стаціонарного імпульсу (солітону), що поширюється в резонансному середовищі без втрат енергії:
{\displaystyle E(z,t)={\frac {2\hbar }{\mu \tau _{p}}}\operatorname {sech} {\frac {\tau }{\tau _{p}}}}, (1)
де {\displaystyle \mu } — дипольний момент переходу, {\displaystyle \tau =t-z/v} — час у рухомій системі координат, {\displaystyle \tau _{p}} — тривалість імпульсу, {\displaystyle \operatorname {sech} } — функція гіперболічного секанса, {\displaystyle \hbar } — стала Планка.
Важливою характеристикою взаємодії імпульсу з середовищем є його «площа», яка за визначенням дорівнює
{\displaystyle \theta (z)={\frac {\mu }{\hbar }}\int _{-\infty }^{\infty }E(z,t)dt} . (2)
Якщо площа дорівнює {\displaystyle \theta =2\pi n}, це означає, що імпульс повертає після збудження резонансні атоми точно в нижній (основний) стан, так що вся енергія, запасена в середовищі, повертається назад у поле випромінювання. Легко бачити, що стаціонарний імпульс типу (1) має площу {\displaystyle \theta =2\pi } тому такі імпульси часто називають {\displaystyle 2\pi }-імпульсами.